# Malos días
Malos días es una película dramática colombiana de 2016 dirigida, escrita y producida por Andrés Beltrán y protagonizada por Gloria Montoya, Roberto Cano, Cristóbal Errázuriz, Alejandra Chamorro y David Valencia. Fue exhibida en importantes eventos internacionales como el Festival Internacional de Cine de Varsovia, el Festival de Cine Colombiano de Nueva York y el Festival de Cine de Bogotá. En 2016 obtuvo un Premio Macondo en la categoría de mejor maquillaje.

## Sinopsis
Lucía y su hija Emilia se ven envueltas en peligrosos problemas cuando su esposo, apodado el turco, roba un cargamento de esmeraldas. De repente dos delincuentes aparecen en el sitio donde ambas mujeres están escondidas. Al poco tiempo los delincuentes descubren que las mujeres que los están ayudando están relacionadas con el turco, por lo que las tensiones empiezan a crecer a medida que avanzan los minutos.

## Reparto
- Gloria Montoya es Lucía.
- Roberto Cano es Ramírez.
- Cristóbal Errázuriz es el turco.
- Alejandra Chamorro es Emilia.
- David Valencia es Billy.
- Carlos Fonseca es Fernando.
- Nelson Camayo es el indio.
- Luis Felipe Cortés es el negro.

## Recepción
La película recibió generalmente críticas positivas de parte de la crítica especializada. Rodrigo Torrijos de Rolling Stone Colombia afirmó: «Malos días es una película modesta, hecha con cuidado y con la seria aspiración de lucir como si fuera producto de presupuestos y anhelos mayores. A pesar de todo, logra hacernos pasar algunos buenos momentos».